# اپراتور مجازی شبکه سیار

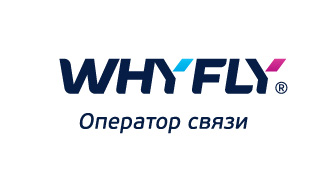
اپراتور مجازی شبکه سیار

اپراتور مجازی شبکه سیار (به انگلیسی: Mobile Virtual Network Operator) یک گونه اپراتور شبکه سیار است که خود عملاً دارای امکانات فیزیکی برای ارسال مکالمات و داده‌ها نیستند. این گونه اپراتور با بستن قرارداد با یک اپراتور دیگر که دارای امکانات فیزیکی برای ارسال مکالمات و داده‌ها است این خدمات را به صورت عمده خریداری می‌کند سپس با نشان تجاری و برند خود اقدام به فروش خدمات سیار، در بازار خرده‌فروشی می‌نماید.

## تاریخچه
نخستین اپراتور‌ مجازی شبکه سیار توسط اپراتور سوئدی تله۲ راه‌اندازی شد و پس از آنکه موج این پدیده اروپا را فراگرفت، اپراتور مجازی موفق بریتانیایی در سال ۱۹۹۹ (میلادی) با برند Nextel به فروش خدمات مخابراتی اپراتوری در بریتانیا پرداخت. موفقیت این اپراتور فاقد شبکه و تجهیزات، به شکل‌گیری اپراتور مجازی «ویرجین موبایل» در ایالات متحده آمریکا منجر شد. این اپراتور توانست از آغاز به کار خود تاکنون رقمی بالغ بر ۴۸۰ میلیون درآمد داشته باشد.

## تفاوت اپراتورهای مجازی سیار با اپراتورهای شبکه سیار

### شبکه و زیرساخت فیزیکی
اپراتورهای مجازی شبکه سیار نمی‌توانند خودشان شبکه و زیرساخت فیزیکی جدا داشته باشند. این شرکت‌ها باید برای استفاده از شبکه سیار، با یک یا چند از اپراتورهای اصلی شبکه سیار قرار داد بسته تا بتوانند از شبکه آن‌ها استفاده کنند. بدین ترتیب در کشوری مانند ایران هر شرکتی که می‌خواهد مجوز اپراتور‌ مجازی شبکه سیار را دریافت کند باید دستکم با یکی از شرکت‌های شرکت ارتباطات سیار ایران، ایرانسل و رایتل به توافق رسیده و با آن‌ها قرارداد امضاء کند.

### توسعه شبکه
اپراتورهای مجازی شبکه سیار نمی‌توانند شبکه خود را گسترش دهند مگر اینکه اپراتور اصلی برای توسعه شبکه‌اش اقدام کند و دسترسی استفاده از آن را به اپراتور مجازی بدهد. بدین ترتیب اپراتورهای مجازی قبل از قرارداد باید به توسعه فنی و جغرافیایی شبکه اپراتور اصلی به خصوص در زمینه شبکه‌های نسل سوم شبکه تلفن همراه و نسل چهارم شبکه تلفن همراه دقت کنند. اپراتور‌ شبکه سیار تنها در صورتی می‌تواند شبکه خود را گسترش دهد که اپراتور اصلی برای گسترش شبکه خود اقدام نماید.

### تعرفه
تعرفه اپراتورهای مجازی باید بر پایه قوانین رگولاتوری و با توافق اپراتور اصلی تعیین شود. این تعرفه‌ها در برخی مواقع کمتر از اپراتورهای اصلی و در برخی مواقع بیشتر هستند.

### شماره
سرشماره یا همان کد اپراتورهای مجازی می‌تواند متفاوت باشد و رگولاتوری به این اپراتورها سرشماره خاصی را ارائه کند. برای نمونه، اپراتور مجازی طرف قرارداد همراه اول به جای استفاده از ۰۹۱ در شماره سیم‌کارت‌های خود از شماره مخصوص واگذار شده توسط سازمان تنظیم مقررات و ارتباطات رادیویی استفاده کند.

### سیم‌کارت
اپراتورهای مجازی می‌توانند سیم‌کارت‌های خود را از اپراتور اصلی تهیه نکرده و خودشان از شرکت تولیدکننده خریداری کنند؛ همچنین قیمت سیم‌کارت‌های این اپراتورها می‌تواند متفاوت باشد و در این زمینه از اپراتور اصلی تبعیت نکنند.

### خدمات
اپراتورهای مجازی سیار برای ارائه هر خدماتی که در مجوزشان ذکر شده باید با اپراتور اصلی به توافق برسند. برای نمونه، برخی اپراتورهای مجازی خدمات پیام چندرسانه‌ای ندارند یا فقط اینترنت ارائه می‌کنند.

### طرح‌ها و بسته‌ها
اپراتورهای مجازی سیار می‌توانند بسته‌ها و طرح‌های تشویقی متفاوت یا ارزان‌تری را ارائه دهند.

### برند تجاری
اپراتورهای مجازی سیار برند تجاری خاصی خود را دارند و می‌توانند نام اپراتور یا اپراتورهای اصلی خود را در وبگاه یا تبلیغاتشان اعلام نکنند. این برند تجاری خاص به اپراتورهای مجازی، استقلال می‌دهد.

### فروش
اپراتورهای مجازی شبکه سیار می‌توانند طرح‌های فروش متفاوتی نسبت به اپراتورهای اصلی داشته باشند. برخی از اپراتورهای مجازی شبکه سیار برای جذب مشتری بیشتر با سازمان‌ها و شرکت‌ها قرارداد می‌بندند و برخی تنها در بخش سازمانی خدمات ارائه می‌دهند. این فروش متفاوت می‌تواند شامل سیم‌کارت‌های هوادارای باشگاه‌های ورزشی، هنرمندان و ورزشکاران باشد. یکی از راه‌های خوب فروش سیم‌کارت‌های اپراتورهای مجازی، باندلینگ (فروش مشترک) تلفن هوشمند و سیم‌کارت با تخفیف زیاد در قیمت گوشی خواهد بود؛ این کار برای موفقیت باید مانند کشورهای دیگر با قراردادهای چند ساله و تعهد مالک سیم‌کارت و گوشی به اپراتور فروشنده انجام شود. این کار به خاطر اینکه تا به‌حال توسط سه اپراتور ایرانی انجام نشده‌است برای مشترکان اپراتورها و علاقه‌مندان فناوری جذاب است. تاکنون در باندلینگ‌های انجام شده اپراتورها با شرکت‌های تولیدکننده شبکه سیار، گوشی مورد نظر با قیمت بالاتر فروخته شده‌است.

### مالکیت‌های مجزا
بر پایه قوانین اپراتورها در ایران می‌توانند تنها ۱۰ سیم‌کارت را به نام یک نفر بزنند. اپراتورهای مجازی شامل این قانون می‌شوند و مالکانی که ۱۰ سیم‌کارت از یک اپراتور دارند می‌توانند ۱۰ سیم‌کارت دیگر از اپراتور مجازی طرف قرارداد با این اپراتور نیز داشته باشند.

## در ایران
هیئت دولت ایران پروانه اپراتور‌های مجازی شبکه سیار در ایران را به میزان ۵۰ میلیارد ریال و پروانه اپراتور‌ مجازی شبکه سیار نوع دوم را ۲۰ میلیارد ریال تعیین و تصویب کرد. درآمد پیش‌بینی شده در طرح تجاری بیش از ۲۰۰ میلیارد ریال باشد، به ازای هر ۵۰ میلیارد ریال ۱۰ درصد به حق امتیاز اضافه خواهد شد. همچنین حق امتیاز پروانه ارائه خدمات ارتباطی (Servco) رقم ۲۰ میلیارد ریال تعیین گردید.

### دارندگان پروانه در ایران
- شاتل موبایل
- آپتل
- سامانتل
- فناپ موبایل